# 電流
電流（でんりゅう、英: electric current）とは、電荷群が連続的に流れる現象のこと。またその規模を表す物理量のこと。
電子やイオンなどの荷電粒子が導電体や空間を移動する流れである。

## 概要
物理量としての電流は、電荷の移動の強度であり、移動する電荷の量と移動に要する時間との比である。一定の電流 {\displaystyle I}  が時間 {\displaystyle t} の間保持されるとき、運ばれる電荷 {\displaystyle Q} との間には以下の関係がある。
{\displaystyle I={Q \over t}}
時間の単位を秒（s）、電荷（電気量）の単位をクーロン（C）とするとき、電流の単位はアンペア(A)である。
{\displaystyle Q}は、そのときの物質内部の状況（電荷がどれだけ激しくクーロン力を受けているか、その物質内部をどれだけスムーズに通過できるか等）に依存して変化する変数であり、以下の式で表される。
{\displaystyle Q={ESt \over \rho }}
ここで、{\displaystyle E}は物質内部の電場の大きさ（N/C）、{\displaystyle S}は断面の面積（m2）、{\displaystyle t}は測定時間（s）、{\displaystyle \rho }はその物質の電気抵抗率（N·m2·s/C2）である。
つまり、ある断面を通過する電気量は、電場が大きい（電位の傾きが急）ほど、断面が広いほど、測定時間が長いほど、電気抵抗率が小さいほど、大きくなるといえる。
国際単位系では、電流の単位アンペアは基本単位の1つに選ばれており、電気素量 {\displaystyle e} を用いて次のように定義されている。
{\displaystyle 1\mathrm {~A} =\left({\frac {e}{1.602176634\times 10^{-19}}}\right)\mathrm {s} ^{-1}}
磁場 {\displaystyle {\boldsymbol {B}}} 中にある電流の微小部分（電流素片）{\displaystyle d{\boldsymbol {s}}} は、その中の電荷がローレンツ力を受けることで全体として {\displaystyle Id{\boldsymbol {s}}\times {\boldsymbol {B}}} のアンペール力を受ける。電流はマクスウェルの方程式に従って磁場を生起する ので、複数の電流が近距離で流れていると、これらの電流は互いにアンペール力を及ぼし合う。
2019年までの国際単位系では、『真空中の同一平面上に、 {\displaystyle 1\mathrm {~m} } の間隔で平行に配置された2本の直線の導線に、等しい大きさの電流を流したときに、一方の電流が他方の電流に及ぼすアンペール力の大きさが、導線{\displaystyle 1\mathrm {~m} } あたり {\displaystyle 2\times 10^{-7}\mathrm {~N} } となるような電流の大きさ』を {\displaystyle 1\mathrm {~A} } と定義していた。

## 電流の向き
電気回路においては、電流は向きと大きさを持つベクトルである。電流の向きは「正電荷の流れる向き」と定められている。負電荷が流れている電流については、見かけ上は「逆方向に正電荷が流れている電流」とまったく同じであり、両者を区別することはできない。従って、負電荷が流れている場合でも、「逆方向に正電荷が流れている」と解釈することで、電流を定義できる。
電流の担い手となる物質のことをキャリアと呼ぶ。キャリアには電子・陽子・正孔などがある。
- 金属製導線、炭素製抵抗器、真空管においては、電流は電子の流れである[4]。物理学の初学者が、まず最初に学習するキャリアである。

- バッテリー（鉛蓄電池）、電解コンデンサ（en:electrolytic capacitor）、ネオン管においては電流はイオンの流れであり、正の電荷（positive）と負の電荷（negative）の両方である（それぞれ逆方向に流れている）[4]。

- （水素）燃料電池や氷においては、電流は陽子の流れである[4]。

- 半導体においては、電流は正孔（の移動）である[4]。

歴史上の経緯から、電子の電荷は『負』と定義されているため、キャリアが電子である場合には、電流と電子の流れる向きは互いに逆向きの関係となる。これは、『正電荷は、電池のどちらの電極から流れ出て、どちらの電極に流れ込んでいるのか』という問題（すなわちプラス極とマイナス極を定義する問題）に、かつての化学者が直面したときに、その選択を誤ってしまったことが原因である。
もし仮に、電池のプラス極とマイナス極が反対に定義されていたら、陰極線は『陽極線』と命名され（逆に現在の陽極線は『陰極線』と命名され）、電子の電荷は『正』と定義され、電流と電子の流れる向きは一致していたであろう。
時間によって流れる向きと大きさが変化しない電流を直流、流れる向きは変化せず大きさが周期的に変化する電流を脈流、流れる向きも大きさも周期的に変化する電流を交流という。直流以外の電流の大きさの指標として絶対値平均（平均値）や二乗平均平方根（実効値）が使われる。このように電流が時間変化すると、ファラデーの電磁誘導の法則と合わせて電場と磁場が互いに直交するように電磁波（光）が伝播する。

## 分類

### 直流・交流・脈流

直流、脈流、交流の関係。Y軸は電流および電圧。X軸（t）は時間。赤線が直流、青線が脈流、緑線が交流である。

電流は向きと大きさの時間変化の仕方によって次のように分類される：
直流（英: direct current, 略記：DC）
向きが交代せず、大きさが一定の電流。
脈流（英: pulsating current）
向きが交代せず、大きさが時間とともに周期的に変化する電流。
交流（英: alternating current, 略記：AC）
向きが時間とともに周期的に交代し、大きさが時間とともに周期的に変化する電流。

### 変位電流
アンペールの法則 {\displaystyle \mathrm {rot} {\boldsymbol {H}}={\boldsymbol {j}}} は {\displaystyle \mathrm {div} {\boldsymbol {j}}=\mathrm {div} (\mathrm {rot} {\boldsymbol {H}})=0} を導き、これを満たす電流を定常電流という。連続方程式より定常電流の電荷分布は時間変化しない。非定常電流を含んでいても成り立つのはマクスウェル＝アンペールの法則 {\displaystyle \mathrm {rot} {\boldsymbol {H}}={\boldsymbol {j}}+\partial _{t}{\boldsymbol {D}}} であり、右辺の第二項を変位電流という。このことは、コンデンサーの充電過程で導線の周りにアンペールの法則を適用する際に曲面がコンデンサーの間を通るようにするか否かで磁場が変わってしまうことからも、点電荷から放出される球対称な電流分布の「赤道」にアンペールの法則を適用する際に “北半球” と “南半球” で磁場が逆になってしまうことからも示唆される。
注意すべきこととして、非定常電流の場合は「電流がつくる磁場」や「変位電流がつくる磁場」といった表現はそもそも無意味であって、磁場との関係において電流と変位電流は不可分のものであり、ビオ＝サバールの法則で計算される磁場には変位電流の効果が自動的に織り込まれている。

### 自由電流・束縛電流
物質中の電磁気学では、誘電分極によって生じる分極電流 {\displaystyle \partial _{t}{\boldsymbol {P}}} と、磁化によって生じる磁化電流 {\displaystyle \mathrm {rot} {\boldsymbol {M}}} から成る束縛電流を電流（自由電流）に付け加える必要がある。なお、たとえば磁化電流の場合であれば、実際の磁石の中の電流はあくまでも磁性原子の電子スピンや電子軌道などに沿って分布して流れているのであって、マクロに見れば隣接する内部電流が互いに相殺されて無視され、最外壁に出来たものは打ち消されずに漏れ出てくるという事情に注意されたい。

## 理論
電荷密度 {\displaystyle \rho } は、微小体積 {\displaystyle dV} の領域に含まれる電荷 {\displaystyle dq} が {\displaystyle \rho dV} と等しくなるように定義され、次のようにディラックのデルタ関数を用いて表される。
{\displaystyle \rho =\sum _{a}q_{a}\delta ({\boldsymbol {r}}-{\boldsymbol {r}}_{a})}
ただし和は領域内のすべてにわたり、{\displaystyle {\boldsymbol {r}}_{a}} は電荷 {\displaystyle q_{a}} の位置ベクトルである。ここで {\displaystyle dq=\rho dV} の両辺に {\displaystyle dx^{\mu }} を掛けると、
{\displaystyle dqdx^{\mu }=\rho dVdx^{\mu }=\rho dVdt{\frac {dx^{\mu }}{dt}}}
となり、左辺は4元ベクトルであり右辺の {\displaystyle dVdt} がスカラーなので、4元電流密度
{\displaystyle j^{\mu }=\rho {\frac {dx^{\mu }}{dt}}=(c\rho ,{\boldsymbol {j}})}
は4元ベクトルであり、{\displaystyle {\boldsymbol {j}}=\rho {\boldsymbol {v}}} を電流密度という。電荷保存則から次の連続の方程式が従う。
{\displaystyle \partial _{\mu }j^{\mu }=\mathrm {div} {\boldsymbol {j}}+{\frac {\partial \rho }{\partial t}}=0}
向き付けられた曲面 {\displaystyle {\vec {S}}} を貫く電流 {\displaystyle I_{\vec {S}}} は次の面積分で定義される。
{\displaystyle I_{\vec {S}}=\int _{S}{\boldsymbol {j}}\cdot d{\boldsymbol {S}}}
電流密度は、ホッジ双対を用いて {\displaystyle {\boldsymbol {J}}=\star {\boldsymbol {j}}} という擬2次微分形式とみなすことができ、電荷密度は、考えている正規直交基底 {\displaystyle {\boldsymbol {e}}_{1},{\boldsymbol {e}}_{2},{\boldsymbol {e}}_{3}} を用いて {\displaystyle {\widehat {\rho }}=\rho {\boldsymbol {e}}_{1}\wedge {\boldsymbol {e}}_{2}\wedge {\boldsymbol {e}}_{3}} という擬3次微分形式とみなすことができる。

## 電流の速度
一般に「電流の速度」という語には次の3種類の意味がある。
ドリフト電流
キャリアの速度の平均。一般的に電流が {\displaystyle I=enS|{\boldsymbol {v}}_{\text{d}}|} と表せる（{\displaystyle n} はキャリア数密度）。
キャリアの運動速度
個々のキャリアの速さ。電子の速度。
電場変化の伝播速度
電流の伝播速度。電気信号の伝達速度。概ね光速と等しい。
日常的に使われる導線であれば、ドリフト速度は毎秒数ミリ程度、キャリアの移動速度は高々フェルミ速度（一般的には光速の0.5%程度）、電場変化の伝播速度は光速である。したがって「電流の速度は光速である」といった説明は「電場変化の伝播速度が光速なので電流も光速で伝わる」と解釈されるべきだが、一方で「導線中の電子の速度は光速である」とする説明は誤りである。実際、電子などの質量をもつキャリアが光速やそれに近い速度で動くと静止エネルギー{\displaystyle E={\frac {mc^{2}}{\sqrt {1-(v/c)^{2}}}}}が極めて大きな量となり不合理である。

## メカニズム

### 金属
固体の電気伝導性のある金属には、伝導電子に由来する移動可能な自由電子がある。それらの電子は金属格子に束縛されているが、個々の原子には束縛されていない。外部から電場が適用されなくとも、それらの電子は熱エネルギーの作用で無作為に動いている。しかしそれらの動きを平均すると、単なる金属内の電流は全体としてはゼロになっている。導線を輪切りにするような方向のある面を想定したとき、その面の一方からもう一方へ移動する電子の個数（時間も任意）は平均すると逆方向に移動する電子の個数と同じになっている。

### 金属以外
真空においては、イオンや電子のビームを形成できる。他の伝導性の媒体では、正の電荷と負の電荷を帯びた両方の粒子が流れを作り、電流を生じさせる。例えば電解液における電流は、電荷を帯びた原子（イオン）の流れであり、正のイオンと負のイオンの両方が存在している。鉛蓄電池のような電気化学的な電池では、正の水素イオン（陽子）が一方向に流れ、負の硫酸イオンが反対方向に流れることで電流が生じる。火花やプラズマに生じる電流は、電子と同時に正および負のイオンも流れている。P型半導体では、電流を正孔の流れと見ることもできる。正孔は、半導体結晶内で価電子帯の電子が不足した状態を表したものである。

## 安全性
電流が人体の近くで扱われる際には感電の危険がある。
落雷や電車架線への接触のように高電圧かつ大電流 のときには熱傷を招く。
また心臓や脳に流れた場合は熱傷とは別に心停止といった機能不全を引き起こしうる。そのため、特に周波数が心拍数や脳波に近い条件の交流電源は低電圧であっても危険とされる。
感電により人体に及ぼされる損害の程度は、接触した部位や、接触部の表面積と濡れ状態、電圧/電流および周波数などに左右される。100 V 50/60 Hzの日本国内一般家庭電源は、乾いた状態で一瞬触る程度であれば触れた部分にしびれを感じる程度だが、変圧器を使っている場合や、水場では注意を要する。
また、感電とは別に、電流によって生じる熱の危険もある。送電線が過負荷に陥ると高温となり火災の原因にもなりうる。小さなボタン電池と金属製の硬貨をポケットに入れておいたために、それらの接触によって電流が生じ、焼け焦げを生じることもある。ニッケル・カドミウム蓄電池、ニッケル・水素充電池、リチウム電池は特に内部抵抗が小さいため、取り扱いに注意を要する。

### 注記
1. ↑  量記号{\displaystyle I} は「電流の強さ」を意味する intensité du courant の頭文字から来ているが、日本語では「電流の大きさ」と表現することが多い。電気工学に係る領域では直流電流を大文字の{\displaystyle I}、交流電流を小文字の i と記して区別し、電流との混同を避けるために虚数単位を j と書く慣習がある。物理領域では小文字の i は電流密度を表すことがある。
2. ↑  電荷はミクロには離散的だが、マクロには流体のように連続的なものとして近似できる。
3. ↑  電荷素片は実在するが電流素片は実在しない。詳しくは前野 (2010) の pp. 198-199 を参照せよ。
4. ↑  これを利用する電流センサや架線電流計、計器用変流器などは、電流計や検流計とは違って回路の特性を変えずに電流を測ることができる。
5. ↑  これは実際に、導体内部を、正電荷, 負電荷がそれぞれ逆方向に移動する様子を図示してみると分かりやすい。
6. ↑  「高圧電流」は誤用であり、それぞれ「高電圧」「大電流」と表現する。そもそも「高電圧で流れる電流」は大電流とは限らない。